# Río Rímac
Pour les articles homonymes, voir Rímac.
Le Rímac ou Hablador est un fleuve du Pérou, qui se jette dans l'océan Pacifique près du port de Callao. Il prend sa source à plus de 5 000 m d'altitude, sur le versant occidental de la Cordillère des Andes et après un cours de 160 km arrose la ville de Lima.
Le nom Rímac est un mot d'origine quechua signifiant « parler », c'est la raison pour laquelle le fleuve a été surnommé el río Hablador (« le Fleuve parleur »).
Le Rímac est considéré comme l'un des fleuves les plus importants du Pérou, non par son débit d'eau - relativement faible - ni par la taille de son bassin, mais parce qu'il approvisionne en eau et électricité la métropole de Lima, où se concentre plus de 30 % de la population du pays. L'approvisionnement en eau de la capitale péruvienne est un des problèmes critiques que les autorités ne sont pas parvenues à résoudre au cours des dernières décennies, et chaque jour il devient - avec l'explosion démographique - plus aigu, nécessitant de fréquentes coupures dans la distribution de l'eau.

## Situation
Le Rímac est situé entre les parallèles 11° 27' et 12° 11' de latitude Sud et les méridiens 76° 06' et 77° 11' de longitude Ouest. Il draine un bassin de 3 389 km2 en incluant ceux de ses principaux affluents, le Santa Eulalia (1 097,7 km2) et le Blanco (193,7 km2. Il prend sa source dans le versant occidental de la cordillère des Andes, à une altitude de 5 508 m, dans le Nevado Paca (Huarochirí, dans le département de Lima).
Parallèlement au Rímac la carretera central (route centrale) et une voie ferrée s'élèvent dans la Cordillère, franchissant le col de Ticlio à 4 758 m d'altitude, pour arriver jusqu'à la ville minière de La Oroya, dans le département de Junín, avant de se diviser en deux, une vers le Sud et l'autre vers le Nord.
Dans le bassin du Rímac nous pouvons en outre trouver l'usine de traitement de l'eau qui alimente l'agglomération de Lima, appelée La Atarjea, ainsi que les centrales hydroélectriques de Barbablanca et Pablo Bhoner.
Cependant, les organisations écologistes péruviennes ont lancé un cri d'alarme à propos du Rímac, dont les eaux sont très fortement contaminées par les eaux usées (et parfois les ordures) des centres urbains (Morococha, San Mateo, Matucana, Chosica, Chaclacayo, etc), qui y sont déversées sans traitement préalable, en raison de l'absence de stations d'épuration (trop coûteuses).

## Hydrologie
Le débit du Rímac peut varier fortement selon les saisons. Ainsi, par exemple, pour la période janvier-juin 2006, il a été compris entre 19,2 m3/s (niveau minimal relevé le 7 juin 2006) et 80,1 m3/s (niveau maximal relevé le 26 mars 2006).

## Zone réservée

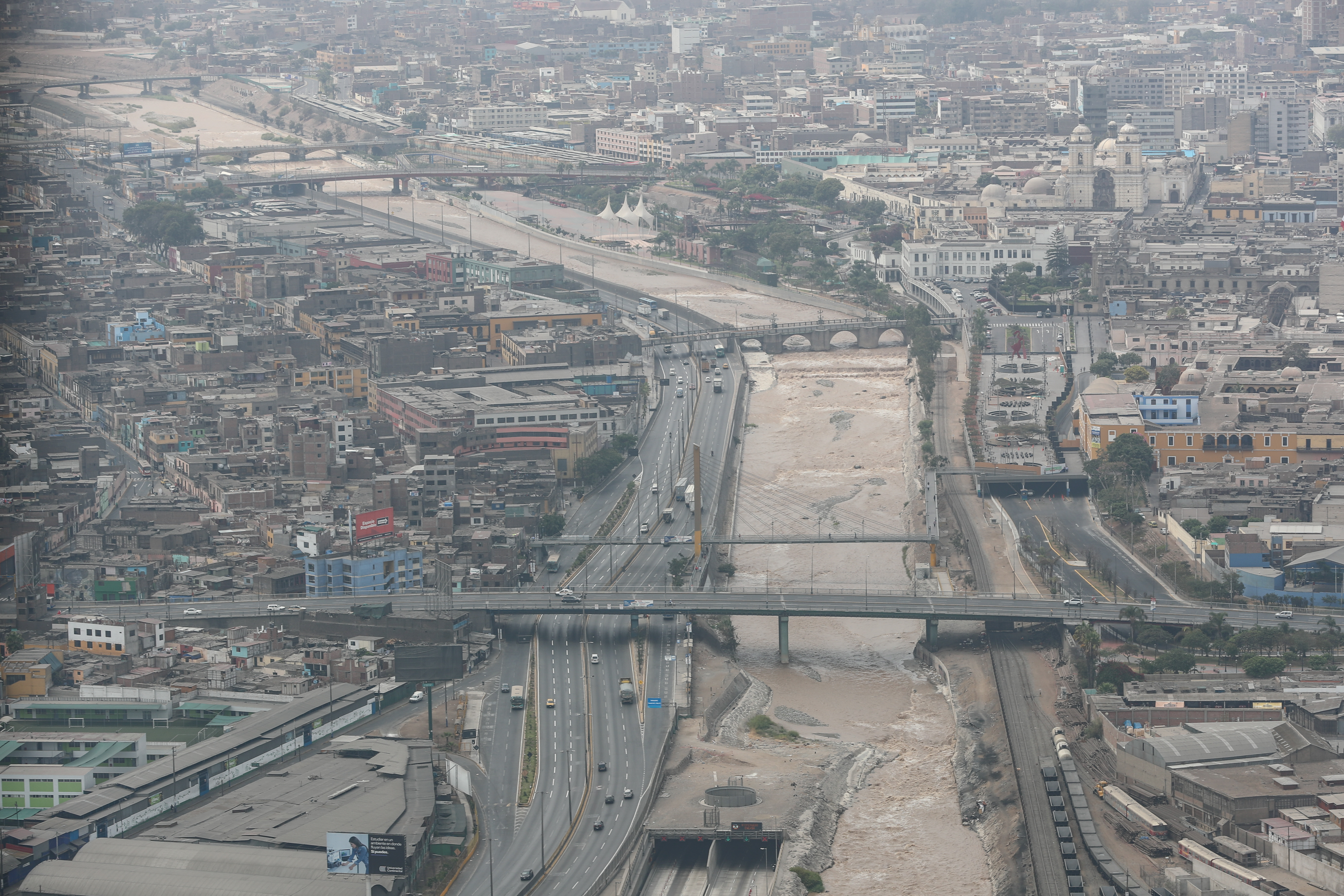
Aerial photo of Lima in quarintine

En 1998, le décret suprême no 023-98-AG. du 23 décembre 1998 a créé la Zone réservée - on appelle ainsi des régions qui, rassemblant les conditions pour être considérées comme des Zones naturelles protégées', demandent la réalisation d'études complémentaires afin de déterminer, entre autres, l'étendue et la catégorie qui correspondra à chacune - de la Vallée du Río Rímac. Cette zone couvre une portion de 28 kilomètres du fleuve, et concerne les districts de Cercado de Lima, Chaclacayo, San Juan de Lurigancho et Ate Vitarte de la province de Lima.
Cette zone abrite une faune très diversifiée. On y trouve des espèces comme les crécerelles d'Amérique (falco sparverius), qui utilisent les  corniches rocheuses comme lieux de repos et de guet. Sur les rives du fleuve, bordé par une végétation basse, on rencontre des oiseaux comme le troglodyte austral (trogloceryle musculus), le  martin-pêcheur  (Chloroceryle americana), le canard des Bahamas (Anas bahamensis), diverses sortes de hérons comme l'aigrette neigeuse (Egreta thula), l'ibis blanc (Eudocimus albus), le héron garde-bœufs (Bulbulcus ibis) et le bihoreau gris (Nycticorax nycticorax).